# Orfeo (genre)
Pour les articles homonymes, voir Orfeo.
Genre
Orfeo est un genre d'araignées aranéomorphes de la famille des Linyphiidae.

## Distribution
Les espèces de ce genre sont endémiques du Brésil.

## Liste des espèces
Selon World Spider Catalog (version 16.5, 10/11/2015) :
- Orfeo desolatus (Keyserling, 1886)
- Orfeo jobim Miller, 2007

## Étymologie
Orfeo est une référence au personnage principal du film musical Orfeu Negro : Orfeo.

## Publication originale
- Miller, 2007 : Review of erigonine spider genera in the Neotropics (Araneae: Linyphiidae, Erigoninae). Zoological Journal of the Linnean Society, vol. 149, suppl. 1, p. 1-263[3].